# 前田長皓
前田 長皓（まえだ ながあきら）は、江戸時代後期の高家旗本。高家前田家第5代当主。侍従隠岐守前田清長の七男。
長兄珍長に嗣子がなかったため、寛政10年（1798年）7月5日に珍長の養子となる。同年11月29日、珍長の隠居により家督を相続し、表高家となった。同年12月22日、将軍徳川家斉に御目見し、家督の御礼を言上する。文政7年（1824年）12月12日病死、享年45。